# کریستف دوزاک
کریستف دوزاک (انگلیسی: Christophe Avezac؛ زادهٔ ۱۲ مارس ۱۹۷۷) بازیکن فوتبال اهل فرانسه است.
از باشگاه‌هایی که در آن بازی کرده‌است می‌توان به باشگاه فوتبال ونس، باشگاه فوتبال متس، باشگاه فوتبال دیژون، باشگاه فوتبال آژاکسیو، و باشگاه فوتبال تولوز اشاره کرد.